# En passant (échecs)
Pour les articles homonymes, voir En passant.

Animation d’une prise en passant.

Au jeu d’échecs, la prise en passant est une possibilité particulière de capturer un pion. Lorsqu’un pion se trouve sur la cinquième rangée et que l’adversaire avance de deux cases un pion d’une colonne voisine (les deux pions se retrouvent alors côte-à-côte sur la même rangée), le premier pion peut prendre le second. Pour effectuer la prise en passant, le joueur avance son pion en diagonale sur la sixième rangée et la colonne du pion adverse, et ôte ce dernier de l’échiquier. La prise en passant doit se faire immédiatement après le double pas du pion et n’est plus possible par la suite sur ce dernier.

## Historique
Cette règle fut ajoutée à la suite de l’introduction au XVIe siècle de la possibilité de faire avancer ses pions de deux cases d’un coup ; elle est mentionnée par le maître espagnol López de Segura dans son traité Libro de la invención liberal y arte del juego del axedrez.

## Principe
Le raisonnement derrière ce coup apparemment étrange est en fait très logique : on a simplement pris le pion alors qu’il passait, comme s’il n’avait avancé que d’une seule case, et donc avant qu’il n’ait eu le temps d’avancer d’une 2e case. Ceci explique aussi pourquoi ce coup n’est possible que pour le coup joué immédiatement après.
|   | a | b | c | d | e | f | g | h |   |
| 8 | Pion noir sur case blanche d7 · cercle noir sur case blanche c6 · croix noire sur case noire d6 · cercle noir sur case blanche e6 · croix noire sur case noire f6 · Pion blanc sur case noire e5 | Pion noir sur case blanche d7 · cercle noir sur case blanche c6 · croix noire sur case noire d6 · cercle noir sur case blanche e6 · croix noire sur case noire f6 · Pion blanc sur case noire e5 | Pion noir sur case blanche d7 · cercle noir sur case blanche c6 · croix noire sur case noire d6 · cercle noir sur case blanche e6 · croix noire sur case noire f6 · Pion blanc sur case noire e5 | Pion noir sur case blanche d7 · cercle noir sur case blanche c6 · croix noire sur case noire d6 · cercle noir sur case blanche e6 · croix noire sur case noire f6 · Pion blanc sur case noire e5 | Pion noir sur case blanche d7 · cercle noir sur case blanche c6 · croix noire sur case noire d6 · cercle noir sur case blanche e6 · croix noire sur case noire f6 · Pion blanc sur case noire e5 | Pion noir sur case blanche d7 · cercle noir sur case blanche c6 · croix noire sur case noire d6 · cercle noir sur case blanche e6 · croix noire sur case noire f6 · Pion blanc sur case noire e5 | Pion noir sur case blanche d7 · cercle noir sur case blanche c6 · croix noire sur case noire d6 · cercle noir sur case blanche e6 · croix noire sur case noire f6 · Pion blanc sur case noire e5 | Pion noir sur case blanche d7 · cercle noir sur case blanche c6 · croix noire sur case noire d6 · cercle noir sur case blanche e6 · croix noire sur case noire f6 · Pion blanc sur case noire e5 | 8 |
| 7 | Pion noir sur case blanche d7 · cercle noir sur case blanche c6 · croix noire sur case noire d6 · cercle noir sur case blanche e6 · croix noire sur case noire f6 · Pion blanc sur case noire e5 | Pion noir sur case blanche d7 · cercle noir sur case blanche c6 · croix noire sur case noire d6 · cercle noir sur case blanche e6 · croix noire sur case noire f6 · Pion blanc sur case noire e5 | Pion noir sur case blanche d7 · cercle noir sur case blanche c6 · croix noire sur case noire d6 · cercle noir sur case blanche e6 · croix noire sur case noire f6 · Pion blanc sur case noire e5 | Pion noir sur case blanche d7 · cercle noir sur case blanche c6 · croix noire sur case noire d6 · cercle noir sur case blanche e6 · croix noire sur case noire f6 · Pion blanc sur case noire e5 | Pion noir sur case blanche d7 · cercle noir sur case blanche c6 · croix noire sur case noire d6 · cercle noir sur case blanche e6 · croix noire sur case noire f6 · Pion blanc sur case noire e5 | Pion noir sur case blanche d7 · cercle noir sur case blanche c6 · croix noire sur case noire d6 · cercle noir sur case blanche e6 · croix noire sur case noire f6 · Pion blanc sur case noire e5 | Pion noir sur case blanche d7 · cercle noir sur case blanche c6 · croix noire sur case noire d6 · cercle noir sur case blanche e6 · croix noire sur case noire f6 · Pion blanc sur case noire e5 | Pion noir sur case blanche d7 · cercle noir sur case blanche c6 · croix noire sur case noire d6 · cercle noir sur case blanche e6 · croix noire sur case noire f6 · Pion blanc sur case noire e5 | 7 |
| 6 | Pion noir sur case blanche d7 · cercle noir sur case blanche c6 · croix noire sur case noire d6 · cercle noir sur case blanche e6 · croix noire sur case noire f6 · Pion blanc sur case noire e5 | Pion noir sur case blanche d7 · cercle noir sur case blanche c6 · croix noire sur case noire d6 · cercle noir sur case blanche e6 · croix noire sur case noire f6 · Pion blanc sur case noire e5 | Pion noir sur case blanche d7 · cercle noir sur case blanche c6 · croix noire sur case noire d6 · cercle noir sur case blanche e6 · croix noire sur case noire f6 · Pion blanc sur case noire e5 | Pion noir sur case blanche d7 · cercle noir sur case blanche c6 · croix noire sur case noire d6 · cercle noir sur case blanche e6 · croix noire sur case noire f6 · Pion blanc sur case noire e5 | Pion noir sur case blanche d7 · cercle noir sur case blanche c6 · croix noire sur case noire d6 · cercle noir sur case blanche e6 · croix noire sur case noire f6 · Pion blanc sur case noire e5 | Pion noir sur case blanche d7 · cercle noir sur case blanche c6 · croix noire sur case noire d6 · cercle noir sur case blanche e6 · croix noire sur case noire f6 · Pion blanc sur case noire e5 | Pion noir sur case blanche d7 · cercle noir sur case blanche c6 · croix noire sur case noire d6 · cercle noir sur case blanche e6 · croix noire sur case noire f6 · Pion blanc sur case noire e5 | Pion noir sur case blanche d7 · cercle noir sur case blanche c6 · croix noire sur case noire d6 · cercle noir sur case blanche e6 · croix noire sur case noire f6 · Pion blanc sur case noire e5 | 6 |
| 5 | Pion noir sur case blanche d7 · cercle noir sur case blanche c6 · croix noire sur case noire d6 · cercle noir sur case blanche e6 · croix noire sur case noire f6 · Pion blanc sur case noire e5 | Pion noir sur case blanche d7 · cercle noir sur case blanche c6 · croix noire sur case noire d6 · cercle noir sur case blanche e6 · croix noire sur case noire f6 · Pion blanc sur case noire e5 | Pion noir sur case blanche d7 · cercle noir sur case blanche c6 · croix noire sur case noire d6 · cercle noir sur case blanche e6 · croix noire sur case noire f6 · Pion blanc sur case noire e5 | Pion noir sur case blanche d7 · cercle noir sur case blanche c6 · croix noire sur case noire d6 · cercle noir sur case blanche e6 · croix noire sur case noire f6 · Pion blanc sur case noire e5 | Pion noir sur case blanche d7 · cercle noir sur case blanche c6 · croix noire sur case noire d6 · cercle noir sur case blanche e6 · croix noire sur case noire f6 · Pion blanc sur case noire e5 | Pion noir sur case blanche d7 · cercle noir sur case blanche c6 · croix noire sur case noire d6 · cercle noir sur case blanche e6 · croix noire sur case noire f6 · Pion blanc sur case noire e5 | Pion noir sur case blanche d7 · cercle noir sur case blanche c6 · croix noire sur case noire d6 · cercle noir sur case blanche e6 · croix noire sur case noire f6 · Pion blanc sur case noire e5 | Pion noir sur case blanche d7 · cercle noir sur case blanche c6 · croix noire sur case noire d6 · cercle noir sur case blanche e6 · croix noire sur case noire f6 · Pion blanc sur case noire e5 | 5 |
| 4 | Pion noir sur case blanche d7 · cercle noir sur case blanche c6 · croix noire sur case noire d6 · cercle noir sur case blanche e6 · croix noire sur case noire f6 · Pion blanc sur case noire e5 | Pion noir sur case blanche d7 · cercle noir sur case blanche c6 · croix noire sur case noire d6 · cercle noir sur case blanche e6 · croix noire sur case noire f6 · Pion blanc sur case noire e5 | Pion noir sur case blanche d7 · cercle noir sur case blanche c6 · croix noire sur case noire d6 · cercle noir sur case blanche e6 · croix noire sur case noire f6 · Pion blanc sur case noire e5 | Pion noir sur case blanche d7 · cercle noir sur case blanche c6 · croix noire sur case noire d6 · cercle noir sur case blanche e6 · croix noire sur case noire f6 · Pion blanc sur case noire e5 | Pion noir sur case blanche d7 · cercle noir sur case blanche c6 · croix noire sur case noire d6 · cercle noir sur case blanche e6 · croix noire sur case noire f6 · Pion blanc sur case noire e5 | Pion noir sur case blanche d7 · cercle noir sur case blanche c6 · croix noire sur case noire d6 · cercle noir sur case blanche e6 · croix noire sur case noire f6 · Pion blanc sur case noire e5 | Pion noir sur case blanche d7 · cercle noir sur case blanche c6 · croix noire sur case noire d6 · cercle noir sur case blanche e6 · croix noire sur case noire f6 · Pion blanc sur case noire e5 | Pion noir sur case blanche d7 · cercle noir sur case blanche c6 · croix noire sur case noire d6 · cercle noir sur case blanche e6 · croix noire sur case noire f6 · Pion blanc sur case noire e5 | 4 |
| 3 | Pion noir sur case blanche d7 · cercle noir sur case blanche c6 · croix noire sur case noire d6 · cercle noir sur case blanche e6 · croix noire sur case noire f6 · Pion blanc sur case noire e5 | Pion noir sur case blanche d7 · cercle noir sur case blanche c6 · croix noire sur case noire d6 · cercle noir sur case blanche e6 · croix noire sur case noire f6 · Pion blanc sur case noire e5 | Pion noir sur case blanche d7 · cercle noir sur case blanche c6 · croix noire sur case noire d6 · cercle noir sur case blanche e6 · croix noire sur case noire f6 · Pion blanc sur case noire e5 | Pion noir sur case blanche d7 · cercle noir sur case blanche c6 · croix noire sur case noire d6 · cercle noir sur case blanche e6 · croix noire sur case noire f6 · Pion blanc sur case noire e5 | Pion noir sur case blanche d7 · cercle noir sur case blanche c6 · croix noire sur case noire d6 · cercle noir sur case blanche e6 · croix noire sur case noire f6 · Pion blanc sur case noire e5 | Pion noir sur case blanche d7 · cercle noir sur case blanche c6 · croix noire sur case noire d6 · cercle noir sur case blanche e6 · croix noire sur case noire f6 · Pion blanc sur case noire e5 | Pion noir sur case blanche d7 · cercle noir sur case blanche c6 · croix noire sur case noire d6 · cercle noir sur case blanche e6 · croix noire sur case noire f6 · Pion blanc sur case noire e5 | Pion noir sur case blanche d7 · cercle noir sur case blanche c6 · croix noire sur case noire d6 · cercle noir sur case blanche e6 · croix noire sur case noire f6 · Pion blanc sur case noire e5 | 3 |
| 2 | Pion noir sur case blanche d7 · cercle noir sur case blanche c6 · croix noire sur case noire d6 · cercle noir sur case blanche e6 · croix noire sur case noire f6 · Pion blanc sur case noire e5 | Pion noir sur case blanche d7 · cercle noir sur case blanche c6 · croix noire sur case noire d6 · cercle noir sur case blanche e6 · croix noire sur case noire f6 · Pion blanc sur case noire e5 | Pion noir sur case blanche d7 · cercle noir sur case blanche c6 · croix noire sur case noire d6 · cercle noir sur case blanche e6 · croix noire sur case noire f6 · Pion blanc sur case noire e5 | Pion noir sur case blanche d7 · cercle noir sur case blanche c6 · croix noire sur case noire d6 · cercle noir sur case blanche e6 · croix noire sur case noire f6 · Pion blanc sur case noire e5 | Pion noir sur case blanche d7 · cercle noir sur case blanche c6 · croix noire sur case noire d6 · cercle noir sur case blanche e6 · croix noire sur case noire f6 · Pion blanc sur case noire e5 | Pion noir sur case blanche d7 · cercle noir sur case blanche c6 · croix noire sur case noire d6 · cercle noir sur case blanche e6 · croix noire sur case noire f6 · Pion blanc sur case noire e5 | Pion noir sur case blanche d7 · cercle noir sur case blanche c6 · croix noire sur case noire d6 · cercle noir sur case blanche e6 · croix noire sur case noire f6 · Pion blanc sur case noire e5 | Pion noir sur case blanche d7 · cercle noir sur case blanche c6 · croix noire sur case noire d6 · cercle noir sur case blanche e6 · croix noire sur case noire f6 · Pion blanc sur case noire e5 | 2 |
| 1 | Pion noir sur case blanche d7 · cercle noir sur case blanche c6 · croix noire sur case noire d6 · cercle noir sur case blanche e6 · croix noire sur case noire f6 · Pion blanc sur case noire e5 | Pion noir sur case blanche d7 · cercle noir sur case blanche c6 · croix noire sur case noire d6 · cercle noir sur case blanche e6 · croix noire sur case noire f6 · Pion blanc sur case noire e5 | Pion noir sur case blanche d7 · cercle noir sur case blanche c6 · croix noire sur case noire d6 · cercle noir sur case blanche e6 · croix noire sur case noire f6 · Pion blanc sur case noire e5 | Pion noir sur case blanche d7 · cercle noir sur case blanche c6 · croix noire sur case noire d6 · cercle noir sur case blanche e6 · croix noire sur case noire f6 · Pion blanc sur case noire e5 | Pion noir sur case blanche d7 · cercle noir sur case blanche c6 · croix noire sur case noire d6 · cercle noir sur case blanche e6 · croix noire sur case noire f6 · Pion blanc sur case noire e5 | Pion noir sur case blanche d7 · cercle noir sur case blanche c6 · croix noire sur case noire d6 · cercle noir sur case blanche e6 · croix noire sur case noire f6 · Pion blanc sur case noire e5 | Pion noir sur case blanche d7 · cercle noir sur case blanche c6 · croix noire sur case noire d6 · cercle noir sur case blanche e6 · croix noire sur case noire f6 · Pion blanc sur case noire e5 | Pion noir sur case blanche d7 · cercle noir sur case blanche c6 · croix noire sur case noire d6 · cercle noir sur case blanche e6 · croix noire sur case noire f6 · Pion blanc sur case noire e5 | 1 |
|   | a | b | c | d | e | f | g | h |   |

|   | a | b | c | d | e | f | g | h |   |
| 8 | croix noire sur case noire d6 · croix noire sur case noire f6 · Pion noir sur case blanche d5 · Pion blanc sur case noire e5 · cercle noir sur case blanche c4 · cercle noir sur case blanche e4 | croix noire sur case noire d6 · croix noire sur case noire f6 · Pion noir sur case blanche d5 · Pion blanc sur case noire e5 · cercle noir sur case blanche c4 · cercle noir sur case blanche e4 | croix noire sur case noire d6 · croix noire sur case noire f6 · Pion noir sur case blanche d5 · Pion blanc sur case noire e5 · cercle noir sur case blanche c4 · cercle noir sur case blanche e4 | croix noire sur case noire d6 · croix noire sur case noire f6 · Pion noir sur case blanche d5 · Pion blanc sur case noire e5 · cercle noir sur case blanche c4 · cercle noir sur case blanche e4 | croix noire sur case noire d6 · croix noire sur case noire f6 · Pion noir sur case blanche d5 · Pion blanc sur case noire e5 · cercle noir sur case blanche c4 · cercle noir sur case blanche e4 | croix noire sur case noire d6 · croix noire sur case noire f6 · Pion noir sur case blanche d5 · Pion blanc sur case noire e5 · cercle noir sur case blanche c4 · cercle noir sur case blanche e4 | croix noire sur case noire d6 · croix noire sur case noire f6 · Pion noir sur case blanche d5 · Pion blanc sur case noire e5 · cercle noir sur case blanche c4 · cercle noir sur case blanche e4 | croix noire sur case noire d6 · croix noire sur case noire f6 · Pion noir sur case blanche d5 · Pion blanc sur case noire e5 · cercle noir sur case blanche c4 · cercle noir sur case blanche e4 | 8 |
| 7 | croix noire sur case noire d6 · croix noire sur case noire f6 · Pion noir sur case blanche d5 · Pion blanc sur case noire e5 · cercle noir sur case blanche c4 · cercle noir sur case blanche e4 | croix noire sur case noire d6 · croix noire sur case noire f6 · Pion noir sur case blanche d5 · Pion blanc sur case noire e5 · cercle noir sur case blanche c4 · cercle noir sur case blanche e4 | croix noire sur case noire d6 · croix noire sur case noire f6 · Pion noir sur case blanche d5 · Pion blanc sur case noire e5 · cercle noir sur case blanche c4 · cercle noir sur case blanche e4 | croix noire sur case noire d6 · croix noire sur case noire f6 · Pion noir sur case blanche d5 · Pion blanc sur case noire e5 · cercle noir sur case blanche c4 · cercle noir sur case blanche e4 | croix noire sur case noire d6 · croix noire sur case noire f6 · Pion noir sur case blanche d5 · Pion blanc sur case noire e5 · cercle noir sur case blanche c4 · cercle noir sur case blanche e4 | croix noire sur case noire d6 · croix noire sur case noire f6 · Pion noir sur case blanche d5 · Pion blanc sur case noire e5 · cercle noir sur case blanche c4 · cercle noir sur case blanche e4 | croix noire sur case noire d6 · croix noire sur case noire f6 · Pion noir sur case blanche d5 · Pion blanc sur case noire e5 · cercle noir sur case blanche c4 · cercle noir sur case blanche e4 | croix noire sur case noire d6 · croix noire sur case noire f6 · Pion noir sur case blanche d5 · Pion blanc sur case noire e5 · cercle noir sur case blanche c4 · cercle noir sur case blanche e4 | 7 |
| 6 | croix noire sur case noire d6 · croix noire sur case noire f6 · Pion noir sur case blanche d5 · Pion blanc sur case noire e5 · cercle noir sur case blanche c4 · cercle noir sur case blanche e4 | croix noire sur case noire d6 · croix noire sur case noire f6 · Pion noir sur case blanche d5 · Pion blanc sur case noire e5 · cercle noir sur case blanche c4 · cercle noir sur case blanche e4 | croix noire sur case noire d6 · croix noire sur case noire f6 · Pion noir sur case blanche d5 · Pion blanc sur case noire e5 · cercle noir sur case blanche c4 · cercle noir sur case blanche e4 | croix noire sur case noire d6 · croix noire sur case noire f6 · Pion noir sur case blanche d5 · Pion blanc sur case noire e5 · cercle noir sur case blanche c4 · cercle noir sur case blanche e4 | croix noire sur case noire d6 · croix noire sur case noire f6 · Pion noir sur case blanche d5 · Pion blanc sur case noire e5 · cercle noir sur case blanche c4 · cercle noir sur case blanche e4 | croix noire sur case noire d6 · croix noire sur case noire f6 · Pion noir sur case blanche d5 · Pion blanc sur case noire e5 · cercle noir sur case blanche c4 · cercle noir sur case blanche e4 | croix noire sur case noire d6 · croix noire sur case noire f6 · Pion noir sur case blanche d5 · Pion blanc sur case noire e5 · cercle noir sur case blanche c4 · cercle noir sur case blanche e4 | croix noire sur case noire d6 · croix noire sur case noire f6 · Pion noir sur case blanche d5 · Pion blanc sur case noire e5 · cercle noir sur case blanche c4 · cercle noir sur case blanche e4 | 6 |
| 5 | croix noire sur case noire d6 · croix noire sur case noire f6 · Pion noir sur case blanche d5 · Pion blanc sur case noire e5 · cercle noir sur case blanche c4 · cercle noir sur case blanche e4 | croix noire sur case noire d6 · croix noire sur case noire f6 · Pion noir sur case blanche d5 · Pion blanc sur case noire e5 · cercle noir sur case blanche c4 · cercle noir sur case blanche e4 | croix noire sur case noire d6 · croix noire sur case noire f6 · Pion noir sur case blanche d5 · Pion blanc sur case noire e5 · cercle noir sur case blanche c4 · cercle noir sur case blanche e4 | croix noire sur case noire d6 · croix noire sur case noire f6 · Pion noir sur case blanche d5 · Pion blanc sur case noire e5 · cercle noir sur case blanche c4 · cercle noir sur case blanche e4 | croix noire sur case noire d6 · croix noire sur case noire f6 · Pion noir sur case blanche d5 · Pion blanc sur case noire e5 · cercle noir sur case blanche c4 · cercle noir sur case blanche e4 | croix noire sur case noire d6 · croix noire sur case noire f6 · Pion noir sur case blanche d5 · Pion blanc sur case noire e5 · cercle noir sur case blanche c4 · cercle noir sur case blanche e4 | croix noire sur case noire d6 · croix noire sur case noire f6 · Pion noir sur case blanche d5 · Pion blanc sur case noire e5 · cercle noir sur case blanche c4 · cercle noir sur case blanche e4 | croix noire sur case noire d6 · croix noire sur case noire f6 · Pion noir sur case blanche d5 · Pion blanc sur case noire e5 · cercle noir sur case blanche c4 · cercle noir sur case blanche e4 | 5 |
| 4 | croix noire sur case noire d6 · croix noire sur case noire f6 · Pion noir sur case blanche d5 · Pion blanc sur case noire e5 · cercle noir sur case blanche c4 · cercle noir sur case blanche e4 | croix noire sur case noire d6 · croix noire sur case noire f6 · Pion noir sur case blanche d5 · Pion blanc sur case noire e5 · cercle noir sur case blanche c4 · cercle noir sur case blanche e4 | croix noire sur case noire d6 · croix noire sur case noire f6 · Pion noir sur case blanche d5 · Pion blanc sur case noire e5 · cercle noir sur case blanche c4 · cercle noir sur case blanche e4 | croix noire sur case noire d6 · croix noire sur case noire f6 · Pion noir sur case blanche d5 · Pion blanc sur case noire e5 · cercle noir sur case blanche c4 · cercle noir sur case blanche e4 | croix noire sur case noire d6 · croix noire sur case noire f6 · Pion noir sur case blanche d5 · Pion blanc sur case noire e5 · cercle noir sur case blanche c4 · cercle noir sur case blanche e4 | croix noire sur case noire d6 · croix noire sur case noire f6 · Pion noir sur case blanche d5 · Pion blanc sur case noire e5 · cercle noir sur case blanche c4 · cercle noir sur case blanche e4 | croix noire sur case noire d6 · croix noire sur case noire f6 · Pion noir sur case blanche d5 · Pion blanc sur case noire e5 · cercle noir sur case blanche c4 · cercle noir sur case blanche e4 | croix noire sur case noire d6 · croix noire sur case noire f6 · Pion noir sur case blanche d5 · Pion blanc sur case noire e5 · cercle noir sur case blanche c4 · cercle noir sur case blanche e4 | 4 |
| 3 | croix noire sur case noire d6 · croix noire sur case noire f6 · Pion noir sur case blanche d5 · Pion blanc sur case noire e5 · cercle noir sur case blanche c4 · cercle noir sur case blanche e4 | croix noire sur case noire d6 · croix noire sur case noire f6 · Pion noir sur case blanche d5 · Pion blanc sur case noire e5 · cercle noir sur case blanche c4 · cercle noir sur case blanche e4 | croix noire sur case noire d6 · croix noire sur case noire f6 · Pion noir sur case blanche d5 · Pion blanc sur case noire e5 · cercle noir sur case blanche c4 · cercle noir sur case blanche e4 | croix noire sur case noire d6 · croix noire sur case noire f6 · Pion noir sur case blanche d5 · Pion blanc sur case noire e5 · cercle noir sur case blanche c4 · cercle noir sur case blanche e4 | croix noire sur case noire d6 · croix noire sur case noire f6 · Pion noir sur case blanche d5 · Pion blanc sur case noire e5 · cercle noir sur case blanche c4 · cercle noir sur case blanche e4 | croix noire sur case noire d6 · croix noire sur case noire f6 · Pion noir sur case blanche d5 · Pion blanc sur case noire e5 · cercle noir sur case blanche c4 · cercle noir sur case blanche e4 | croix noire sur case noire d6 · croix noire sur case noire f6 · Pion noir sur case blanche d5 · Pion blanc sur case noire e5 · cercle noir sur case blanche c4 · cercle noir sur case blanche e4 | croix noire sur case noire d6 · croix noire sur case noire f6 · Pion noir sur case blanche d5 · Pion blanc sur case noire e5 · cercle noir sur case blanche c4 · cercle noir sur case blanche e4 | 3 |
| 2 | croix noire sur case noire d6 · croix noire sur case noire f6 · Pion noir sur case blanche d5 · Pion blanc sur case noire e5 · cercle noir sur case blanche c4 · cercle noir sur case blanche e4 | croix noire sur case noire d6 · croix noire sur case noire f6 · Pion noir sur case blanche d5 · Pion blanc sur case noire e5 · cercle noir sur case blanche c4 · cercle noir sur case blanche e4 | croix noire sur case noire d6 · croix noire sur case noire f6 · Pion noir sur case blanche d5 · Pion blanc sur case noire e5 · cercle noir sur case blanche c4 · cercle noir sur case blanche e4 | croix noire sur case noire d6 · croix noire sur case noire f6 · Pion noir sur case blanche d5 · Pion blanc sur case noire e5 · cercle noir sur case blanche c4 · cercle noir sur case blanche e4 | croix noire sur case noire d6 · croix noire sur case noire f6 · Pion noir sur case blanche d5 · Pion blanc sur case noire e5 · cercle noir sur case blanche c4 · cercle noir sur case blanche e4 | croix noire sur case noire d6 · croix noire sur case noire f6 · Pion noir sur case blanche d5 · Pion blanc sur case noire e5 · cercle noir sur case blanche c4 · cercle noir sur case blanche e4 | croix noire sur case noire d6 · croix noire sur case noire f6 · Pion noir sur case blanche d5 · Pion blanc sur case noire e5 · cercle noir sur case blanche c4 · cercle noir sur case blanche e4 | croix noire sur case noire d6 · croix noire sur case noire f6 · Pion noir sur case blanche d5 · Pion blanc sur case noire e5 · cercle noir sur case blanche c4 · cercle noir sur case blanche e4 | 2 |
| 1 | croix noire sur case noire d6 · croix noire sur case noire f6 · Pion noir sur case blanche d5 · Pion blanc sur case noire e5 · cercle noir sur case blanche c4 · cercle noir sur case blanche e4 | croix noire sur case noire d6 · croix noire sur case noire f6 · Pion noir sur case blanche d5 · Pion blanc sur case noire e5 · cercle noir sur case blanche c4 · cercle noir sur case blanche e4 | croix noire sur case noire d6 · croix noire sur case noire f6 · Pion noir sur case blanche d5 · Pion blanc sur case noire e5 · cercle noir sur case blanche c4 · cercle noir sur case blanche e4 | croix noire sur case noire d6 · croix noire sur case noire f6 · Pion noir sur case blanche d5 · Pion blanc sur case noire e5 · cercle noir sur case blanche c4 · cercle noir sur case blanche e4 | croix noire sur case noire d6 · croix noire sur case noire f6 · Pion noir sur case blanche d5 · Pion blanc sur case noire e5 · cercle noir sur case blanche c4 · cercle noir sur case blanche e4 | croix noire sur case noire d6 · croix noire sur case noire f6 · Pion noir sur case blanche d5 · Pion blanc sur case noire e5 · cercle noir sur case blanche c4 · cercle noir sur case blanche e4 | croix noire sur case noire d6 · croix noire sur case noire f6 · Pion noir sur case blanche d5 · Pion blanc sur case noire e5 · cercle noir sur case blanche c4 · cercle noir sur case blanche e4 | croix noire sur case noire d6 · croix noire sur case noire f6 · Pion noir sur case blanche d5 · Pion blanc sur case noire e5 · cercle noir sur case blanche c4 · cercle noir sur case blanche e4 | 1 |
|   | a | b | c | d | e | f | g | h |   |

|   | a                                                                                            | b                                                                                            | c                                                                                            | d                                                                                            | e                                                                                            | f                                                                                            | g                                                                                            | h                                                                                            |   |
| 8 | croix noire sur case noire c7 · croix noire sur case noire e7 · Pion blanc sur case noire d6 | croix noire sur case noire c7 · croix noire sur case noire e7 · Pion blanc sur case noire d6 | croix noire sur case noire c7 · croix noire sur case noire e7 · Pion blanc sur case noire d6 | croix noire sur case noire c7 · croix noire sur case noire e7 · Pion blanc sur case noire d6 | croix noire sur case noire c7 · croix noire sur case noire e7 · Pion blanc sur case noire d6 | croix noire sur case noire c7 · croix noire sur case noire e7 · Pion blanc sur case noire d6 | croix noire sur case noire c7 · croix noire sur case noire e7 · Pion blanc sur case noire d6 | croix noire sur case noire c7 · croix noire sur case noire e7 · Pion blanc sur case noire d6 | 8 |
| 7 | croix noire sur case noire c7 · croix noire sur case noire e7 · Pion blanc sur case noire d6 | croix noire sur case noire c7 · croix noire sur case noire e7 · Pion blanc sur case noire d6 | croix noire sur case noire c7 · croix noire sur case noire e7 · Pion blanc sur case noire d6 | croix noire sur case noire c7 · croix noire sur case noire e7 · Pion blanc sur case noire d6 | croix noire sur case noire c7 · croix noire sur case noire e7 · Pion blanc sur case noire d6 | croix noire sur case noire c7 · croix noire sur case noire e7 · Pion blanc sur case noire d6 | croix noire sur case noire c7 · croix noire sur case noire e7 · Pion blanc sur case noire d6 | croix noire sur case noire c7 · croix noire sur case noire e7 · Pion blanc sur case noire d6 | 7 |
| 6 | croix noire sur case noire c7 · croix noire sur case noire e7 · Pion blanc sur case noire d6 | croix noire sur case noire c7 · croix noire sur case noire e7 · Pion blanc sur case noire d6 | croix noire sur case noire c7 · croix noire sur case noire e7 · Pion blanc sur case noire d6 | croix noire sur case noire c7 · croix noire sur case noire e7 · Pion blanc sur case noire d6 | croix noire sur case noire c7 · croix noire sur case noire e7 · Pion blanc sur case noire d6 | croix noire sur case noire c7 · croix noire sur case noire e7 · Pion blanc sur case noire d6 | croix noire sur case noire c7 · croix noire sur case noire e7 · Pion blanc sur case noire d6 | croix noire sur case noire c7 · croix noire sur case noire e7 · Pion blanc sur case noire d6 | 6 |
| 5 | croix noire sur case noire c7 · croix noire sur case noire e7 · Pion blanc sur case noire d6 | croix noire sur case noire c7 · croix noire sur case noire e7 · Pion blanc sur case noire d6 | croix noire sur case noire c7 · croix noire sur case noire e7 · Pion blanc sur case noire d6 | croix noire sur case noire c7 · croix noire sur case noire e7 · Pion blanc sur case noire d6 | croix noire sur case noire c7 · croix noire sur case noire e7 · Pion blanc sur case noire d6 | croix noire sur case noire c7 · croix noire sur case noire e7 · Pion blanc sur case noire d6 | croix noire sur case noire c7 · croix noire sur case noire e7 · Pion blanc sur case noire d6 | croix noire sur case noire c7 · croix noire sur case noire e7 · Pion blanc sur case noire d6 | 5 |
| 4 | croix noire sur case noire c7 · croix noire sur case noire e7 · Pion blanc sur case noire d6 | croix noire sur case noire c7 · croix noire sur case noire e7 · Pion blanc sur case noire d6 | croix noire sur case noire c7 · croix noire sur case noire e7 · Pion blanc sur case noire d6 | croix noire sur case noire c7 · croix noire sur case noire e7 · Pion blanc sur case noire d6 | croix noire sur case noire c7 · croix noire sur case noire e7 · Pion blanc sur case noire d6 | croix noire sur case noire c7 · croix noire sur case noire e7 · Pion blanc sur case noire d6 | croix noire sur case noire c7 · croix noire sur case noire e7 · Pion blanc sur case noire d6 | croix noire sur case noire c7 · croix noire sur case noire e7 · Pion blanc sur case noire d6 | 4 |
| 3 | croix noire sur case noire c7 · croix noire sur case noire e7 · Pion blanc sur case noire d6 | croix noire sur case noire c7 · croix noire sur case noire e7 · Pion blanc sur case noire d6 | croix noire sur case noire c7 · croix noire sur case noire e7 · Pion blanc sur case noire d6 | croix noire sur case noire c7 · croix noire sur case noire e7 · Pion blanc sur case noire d6 | croix noire sur case noire c7 · croix noire sur case noire e7 · Pion blanc sur case noire d6 | croix noire sur case noire c7 · croix noire sur case noire e7 · Pion blanc sur case noire d6 | croix noire sur case noire c7 · croix noire sur case noire e7 · Pion blanc sur case noire d6 | croix noire sur case noire c7 · croix noire sur case noire e7 · Pion blanc sur case noire d6 | 3 |
| 2 | croix noire sur case noire c7 · croix noire sur case noire e7 · Pion blanc sur case noire d6 | croix noire sur case noire c7 · croix noire sur case noire e7 · Pion blanc sur case noire d6 | croix noire sur case noire c7 · croix noire sur case noire e7 · Pion blanc sur case noire d6 | croix noire sur case noire c7 · croix noire sur case noire e7 · Pion blanc sur case noire d6 | croix noire sur case noire c7 · croix noire sur case noire e7 · Pion blanc sur case noire d6 | croix noire sur case noire c7 · croix noire sur case noire e7 · Pion blanc sur case noire d6 | croix noire sur case noire c7 · croix noire sur case noire e7 · Pion blanc sur case noire d6 | croix noire sur case noire c7 · croix noire sur case noire e7 · Pion blanc sur case noire d6 | 2 |
| 1 | croix noire sur case noire c7 · croix noire sur case noire e7 · Pion blanc sur case noire d6 | croix noire sur case noire c7 · croix noire sur case noire e7 · Pion blanc sur case noire d6 | croix noire sur case noire c7 · croix noire sur case noire e7 · Pion blanc sur case noire d6 | croix noire sur case noire c7 · croix noire sur case noire e7 · Pion blanc sur case noire d6 | croix noire sur case noire c7 · croix noire sur case noire e7 · Pion blanc sur case noire d6 | croix noire sur case noire c7 · croix noire sur case noire e7 · Pion blanc sur case noire d6 | croix noire sur case noire c7 · croix noire sur case noire e7 · Pion blanc sur case noire d6 | croix noire sur case noire c7 · croix noire sur case noire e7 · Pion blanc sur case noire d6 | 1 |
|   | a                                                                                            | b                                                                                            | c                                                                                            | d                                                                                            | e                                                                                            | f                                                                                            | g                                                                                            | h                                                                                            |   |

La prise en passant doit se faire immédiatement après le double pas du pion et n’est plus possible par la suite. Dans la description ci-contre, si les Blancs renoncent à la prise en passant, le diagramme du milieu sera la nouvelle position.
La prise en passant est le seul cas dans lequel on peut prendre une pièce adverse sans se placer sur la case qui était occupée par la pièce prise. Elle ne peut pas donner lieu à deux prises à la fois, car la case où se retrouve finalement le pion est nécessairement vide : pour être permise, la prise en passant doit suivre immédiatement le déplacement du pion adverse de deux cases, ce qu’il n'aurait pas pu faire en sautant une case occupée.

## Notation
En notation algébrique, la prise en passant peut se noter « e.p.» et dans cet exemple-ci ce serait « e×d6 e.p. »  Cette mention est présentement facultative selon les règles de la Fédération internationale des échecs, car le coup peut être noté « e×d6» sans ambiguïté, mais la mention « e×d6 e.p. » est souvent indiquée sur les feuilles de parties manuscrites pour en faciliter la relecture.